# 志木市立図書館
志木市立図書館（しきしりつとしょかん）は、埼玉県志木市の公立図書館。

## 概要
柳瀬川図書館、いろは遊学図書館、宗岡公民館図書室、宗岡第二公民館図書室が設置されている。
所在地
- 柳瀬川図書館 - 志木市館2-6-14
- いろは遊学図書館 - 志木市本町1-10-1
- 宗岡公民館図書室 - 志木市中宗岡4-16-11
- 宗岡第二公民館図書室 - 志木市上宗岡1-5-1 総合福祉センター3Ｆ

## 沿革
- 1978年（昭和53年）12月25日 - 旧消防署を改造し、図書館を設置する。[1]。
- 1980年（昭和56年）9月26日 - 宗岡公民館図書室に蔵書の一部を移し、貸出しを開始する。
- 1984年（昭和59年）7月10日 - 宗岡第二公民館図書室が開室する。
- 1992年（平成4年）2月8日 - 柳瀬川図書館が開館する。
- 2003年（平成15年）2月28日 - 志木図書館がいろは遊学図書館への移転のため休館する。
- 2003年（平成15年）4月1日 - いろは遊学図書館が開館する。

## 休館日
- 毎週月曜日・年末年始